# 佐々木高秀
佐々木 高秀（ささき たかひで）/京極 高秀（きょうごく たかひで）は、南北朝時代（室町時代初期）の守護大名。室町幕府評定衆、侍所所司、出雲国・飛騨国・隠岐国守護。
京極氏の家名の由来となった京都の四条京極の邸宅が記録上確認できるのは、天授5年/康暦元年（1379年）以降のことであることから、当時の当主である高秀を「最初の京極氏当主」とする見方もある。

## 生涯
嘉暦元年（1328年）、室町幕府の成立に大きく貢献する佐々木氏傍流京極氏宗家・京極高氏（佐々木道誉）の三男として生まれ、興国6年/康永4年（1345年）に行われた後醍醐天皇を弔う天龍寺の法要に参列している。長兄・秀綱は正平8年/文和2年（1353年）に、次兄・高橋秀宗は正平3年/貞和4年（1348年）にそれぞれ戦死したため、京極氏嗣子となる。
正平16年/康安元年（1361年）には侍所所司を務めており、父の諫言により失脚し南朝方として京に攻め入ろうとしていた細川清氏と摂津国忍常寺において500余騎を持って対するが、戦わずにこれを通した。
正平18年/貞治2年（1363年）7月19日、高秀は京極氏の筆頭家臣であった吉田厳覚を暗殺する事件を起こした。理由は厳覚が高秀の又甥（長兄・秀綱の孫）にあたる佐々木秀頼を擁立して謀反を企てたことによるものであった。この事件に際して、高秀は前後に2代将軍・足利義詮に報告を行って黙認を取り付けていたにもかかわらず、京極氏と対立関係のあった斯波高経が事件の責任を追及したため、結局侍所頭人を辞職に追い込まれることとなった。それから3年後の正平21年/貞治5年（1366年）、高経が失脚して越前国に下向する（貞治の変）と、高秀は義詮に命ぜられて討伐に従軍している。
正平20年/貞治4年（1365年）、佐々木氏宗家・六角氏の当主六角氏頼は、嫡男・義信が17歳で早世、次男も生後まもなかったため、高秀は嫡男である道誉の孫・高経（後の高詮）を養嗣子として六角氏を継がせ、次男の秀満（満秀とも）を京極氏の跡取りと定めた。これで京極氏は順風満帆と思われたが、六角氏頼は4年後に新たに亀寿丸（後の満高）を儲け、翌年に死去してしまう。このため跡目争いが生じ、細川頼之が管領を務めていた幕府は高経に対して亀寿丸が成人するまでの後見役を命じ、六角氏が代々務めていた近江国守護へと任じて争いを収めるが、7年後の天授3年/永和3年（1377年）に高経は近江守護職を解かれる。この一件は高秀の京極氏と頼之の細川氏との確執を深め、後の康暦の政変へと繋がっていったと言われている。
なおこの間、正平23年/応安元年（1368年）に評定衆へと加わり、従四位下大膳大夫に任ぜられ、文中2年/応安6年（1373年）には父道誉が亡くなり家督を継いでいる。
天授5年/康暦元年（1379年）に起こった康暦の政変では、美濃国の土岐頼康と共に政敵である頼之の管領罷免を求め近江で兵を挙げ、3代将軍・足利義満から追討令を受けた六角氏と近江で戦う。そうした中、鎌倉公方の足利氏満も反乱の構えを見せたため、恐れをなした義満は高秀らを許した。高秀は京に上り服従を誓うが、翌日になって斯波義将、土岐頼康らと共に大軍で花の御所を包囲し、再び頼之の罷免を迫り成し遂げる。しかし京極氏の領国は全て取り上げられて高秀・秀満は失脚、2年後の弘和元年/永徳元年（1381年）には赦されたものの飛騨一国しか返還されなかった。
その後は幕府に仕え、元中7年/明徳元年（1390年）には義満の命により美濃で反乱を起こした守護土岐康行（頼康の甥）を追討した（土岐康行の乱）。翌年の元中8年/明徳2年（1391年）に64歳で亡くなり、長男・高詮が後を継いだ。高詮は同年に起こった明徳の乱で功績を上げて出雲・隠岐を取り戻し、京極氏の勢力回復に努めた。一方、高秀の存命中に後継者と目されていた次男・秀満は、家督を継げなかったことに不満を持ったのか高詮と対立した。応永6年（1399年）に勃発した応永の乱において反幕府方につき挙兵したが、敗れた。『応永記』では、森山で幕府方の京極勢と対峙したが小勢のため戦わず、土岐詮直へ合流しようと美濃国へ落ちる途中、垂井で土一揆に囲まれて散逸、行方知れずとなったとしている。
高秀は和歌を好み、『新千載和歌集』『新拾遺和歌集』『新後拾遺和歌集』に入集している。また、三男の高久には近江尼子郷を与えている。高久は後に出雲の戦国大名となる尼子氏の祖となった（一説に高久に尼子郷を与えたのは高秀ではなく、その父である道誉であるとも）。

## 史料
- 太平記
- 西讃府史